# Biggi Vinkeloe
Biggi Vinkeloe (8 maart 1956) is een Zweedse muzikante in de modern creative en geïmproviseerde muziek (freejazz). Ze speelt alt- en sopraansaxofoon en fluit.

## Biografie
Vinkeloe, die in Duitsland is geboren, studeerde vanaf 1974 in Frankrijk. Ze woonde hier tot 1988 en trad er op met André Jaume, Jacques Veillé en Alain Rellay. Later woonde ze in Kungälv en in Amerika. 
Ze speelde in Cecil Taylor Workshop Ensemble (live-album Legba Crossing, 1988 FMP) en in Taylors ensemble dat in 1992 optrad op Documenta IX. In 1992 verscheen haar eerste album, Mr. Neffertiti. In de jaren erna trad ze op in een trio met Barre Phillips resp. Peter Kowald en Peter Uuskyla, verder speelde ze met Lotte Anker, Vinny Golia, Damon Smith en Mary Oliver. Daarnaast werkte ze met musici uit andere genres, zoals Magnus Rosén en Anders Johansson (van de powermetal-groep Hammerfall.
De laatste jaren werkte ze in Trio REV met Lisle Ellis en Donald Robinson. Met laatstgenoemde speelde ze ook in een duo en in een trio (met Chris Brown). Tevens was ze actief met Chaos Butterfly en met Harris Eisenstadt en Steve Swell (onder de naam The Diplomats).

## Prijzen en onderscheidingen
Vinkeloe was artist in residence bij Headlands Center for the Arts in San Francisco. Haar album Mbat werd in 1997 in Finland verkozen tot beste jazzalbum.  

## Discografie (selectie)
- Mbat (LJ Records 1994, met Peeter Uuskyla en Barre Phillips)
- Claq (Slask Records 1996, met Peter Friis Nielsen, Peeter Uuskyla)
- Slowdrags and Interludes (LJ Records 1999, met Peeter Uuskyla, Peter Kowald)
- Magnus Rosén met Biggi Vinkeloe Imagine a Place (Heptagon Records 2000)
- Magzhen (Slask Records 2001 met Barre Phillips)
- Klang. Farbe. Melodie. (482 Records 2004 met Miya Masaoka, George Cremashi, Gino Robair)
- Biggi Vinkeloe / Amy K. Bormet / Tina Raymond: The Harold Trio (2017)

## Weblinks
- Website
- Kort portret (AllAboutJazz)
- Interview uit 2003
- Vinkeloe in database Allmusic

- Library of Congress Control Number: no2003103821
- MusicBrainz: f5756e89-1a5d-43f1-b739-29934e4c691a
- Virtual International Authority File: 48925904
- WorldCat: E39PBJpYCrjPGVCPc4RdBhHcT3